# 坂郵便局
坂郵便局（さかゆうびんきょく）とは、広島県安芸郡坂町にある郵便局。民営化前の分類では集配特定郵便局であった。

## 概要
住所：〒731-4399 広島県安芸郡坂町横浜中央1-6-45

### 出張所（局外ATM）
民営化前は以下の場所に出張所としてATMを設置していた。現在も同じ場所にATMがあるが、管理はゆうちょ銀行広島支店となっている。
- フジグラン安芸内出張所

## 沿革
- 1904年（明治37年）12月20日 - 坂郵便局（三等）として開設[1]。
- 1966年（昭和41年）9月25日 - 電話の加入および料金に関する簡易な事務を除く電話交換事務を広島市外電話局に移管[2]。
- 1968年（昭和43年）7月28日 - 和文電報配達業務を海田電報電話局に移管。
- 1982年（昭和57年）11月1日 - 坂町字森浜から、同町字尾鷹に局舎を新築、移転。
- 2007年（平成19年）3月5日 - ゆうゆう窓口を廃止。
- 2007年（平成19年）10月1日 - 民営化に伴い、併設された郵便事業広島支店坂集配センターに一部業務を移管。
- 2012年（平成24年）10月1日 - 日本郵便株式会社発足に伴い、郵便事業広島支店坂集配センターを坂郵便局に統合。

## 取扱内容
- 郵便、印紙、ゆうパック、内容証明
- 貯金、為替、振替、振込、国際送金、国債
- 生命保険、バイク自賠責保険
- ゆうちょ銀行ATM
- 安芸郡坂町内全域の集配業務

## 周辺
- 国道31号
- 呉大学坂キャンパス
- 広島翔洋高等学校
- パルティ・フジ坂

## アクセス
- JR呉線 坂駅から徒歩約8分
- 坂町循環バス 横浜中央一丁目停留所下車
- 広島呉道路 坂北ICからすぐ
- 駐車場あり：6台